# Palacio de Torre Tagle
El Palacio de Torre Tagle es un inmueble construido durante la época virreinal del Perú que sirve actualmente como oficinas del Ministerio de Relaciones Exteriores del Perú. Se encuentra ubicado en el jirón Ucayali en el centro histórico de Lima, a dos bloques al sureste de la Plaza Mayor.
Comprende un área construida de 1699 m². Los materiales empleados en la construcción del Palacio de Torre Tagle fueron traídos desde España, Panamá y otros países de Centroamérica.

## Historia

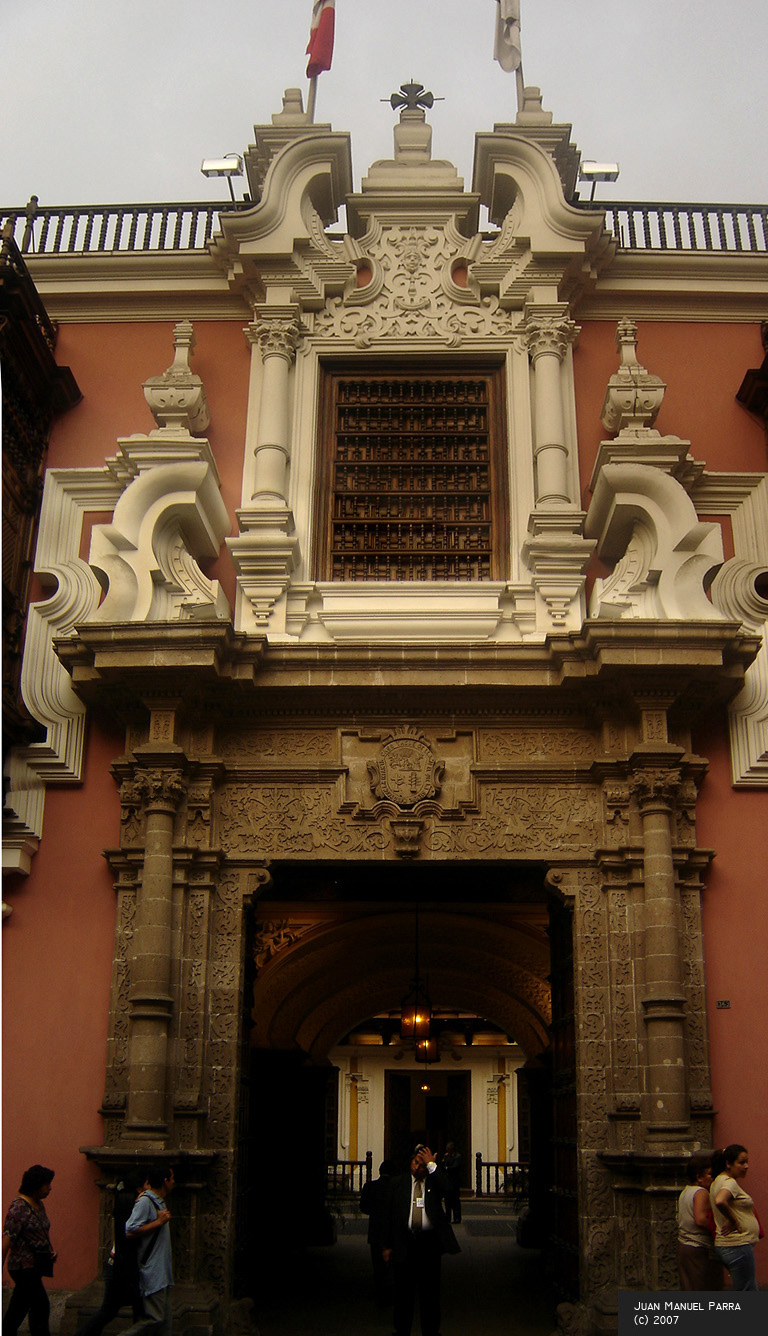
Pórticos de piedra tallada del Palacio de Torre Tagle en cuya parte superior destaca el escudo nobiliario de la familia Torre Tagle.

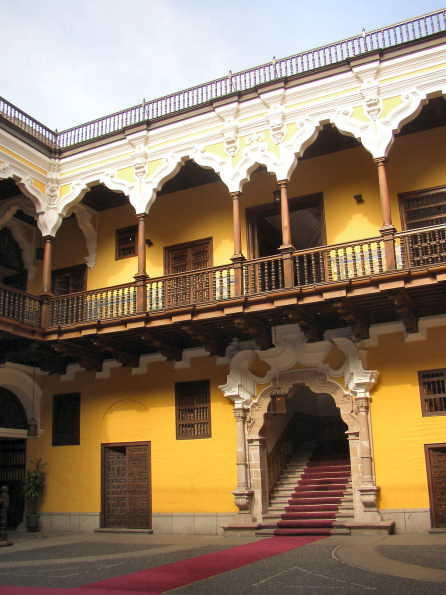
Patio del Palacio de Torre Tagle, sevillano churrigueresco con marcada influencia árabe.

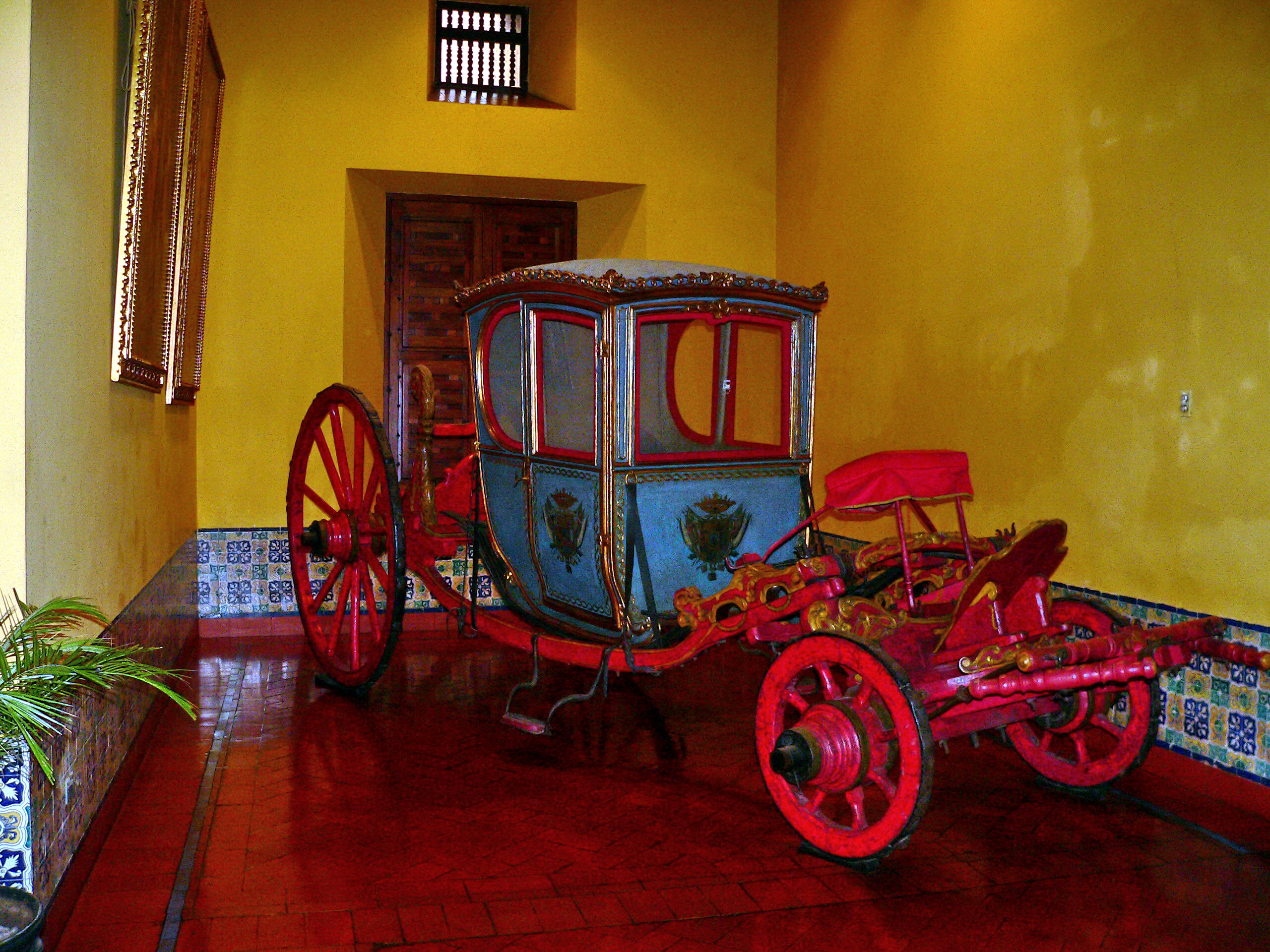
Carruaje azul y rojo del siglo XVIII del Marqués de Torre Tagle.

La mansión se construyó a comienzos del siglo XVIII y fue terminada en 1735 para José Bernardo de Tagle Bracho a quien, el 26 de noviembre de 1730, el Rey Felipe V de España, en virtud de sus extensos servicios a la Corona, otorgó el título de Marqués de Torre Tagle, convirtiéndolo así en el fundador de ese marquesado.
El Estado Peruano adquirió el edificio colonial el 27 de junio de 1918 por la suma de S/. 320 000 a los herederos de Ricardo Ortiz de Zevallos y Tagle, VI marqués de Torre Tagle. Fue restaurado entre los años 1954 y 1956 por el arquitecto español Andrés Boyer, es actualmente, desde 1918, la sede principal del Ministerio de Relaciones Exteriores del Perú y de la Dirección Nacional de Protocolo y Ceremonial del Estado.

## Descripción

### Fachada
La fachada del Palacio de Torre Tagle, es de estilo barroco andaluz y muestra pórticos y arcos de piedra tallada y dos artísticos balcones moriscos de madera, de cedro y caoba, Talla de madera. Sobre el estilo arquitectónico de esta casa el arquitecto Héctor Velarde Bergmann, precisa:

“«El Palacio de Torre-Tagle es un símbolo de Lima y no tiene rival por su estilo, gracia y riqueza. No se parece a nada en su unidad limeñísima. Su elegancia lujosa se aparta dignamente de lo recargado, y sus proporciones amplias no se pierden nunca en lo vacío. Su calidad estética es perfecta como su expresión de época y lugar.»

«Los aportes andaluces, moros, criollos y aún asiáticos, se armonizan con incomparable encanto».

La parte exterior, presenta una fachada notable y asimétrica, característica que le da agilidad y armonía, con una portada labrada, en piedra en el primer cuerpo y de estuco en el segundo, en el barroco limeño más encantador, en cuya parte superior destaca el escudo nobiliario de la familia Torre Tagle en el que reza la leyenda:

«Tagle se llamó el que la sierpre mató y con la Infanta casó».

En su segunda planta, está adornada con dos balcones típicos -los más bellos y mejores conservados del período colonial- de madera tallada en cedro y caoba y de reminiscencia mudéjar, haciendo resaltar la asimetría de la fachada, pues uno, el de la derecha, tiene tres tramos y el de la izquierda siete, los dos están completamente cerrados con persianas con celosías, ambos balcones, que recogen la transición del estilo mudéjar andaluz al barroco hispanoamericano, tienen las ménsulas, o soportes de madera tallada, con motivos de inspiración indostánica.
Las ventanas de la parte baja de la casa son sencillas y con rejas de hierro forjado cuya austeridad contrasta con el estilo recargado de los balcones. La puerta de madera, de tamaño impresivo, decorada con clavos de bronce y adornada con dos aldabas de tamaño regular, se abre a un zaguán, que presenta cuatro arcos rebajados esculpidos en piedra con piso también de piedra, en el zaguán, a la derecha e izquierda, se observan pequeños escalones que utilizaban las damas para subir sin dificultad a sus cabalgaduras.
En las plataformas que los coronan se puede notar que las piezas de piedra están unidas por estrellas de cobre. Cerca de este lugar se colocaba una cadena que significaba el derecho de Asilo, privilegio que tenía el Palacio de los Marqueses de Torre Tagle, y del que también gozaban algunas iglesias de Lima en aquella época. Los muros del zaguán están decorados con azulejos sevillanos y el techo está notablemente artesonado.

### Interior
El zaguán conduce hacia un primer patio, de entrada espaciosa, amplio, luminoso y rodeado por balaustradas elegantes, arcadas y columnas de estilo morisco, concebido como el centro vital de todo el conjunto arquitectónico que gravita hacia él. El estilo es principalmente barroco andaluz con obvia influencia mudéjar en los dos pisos que rodean al patio central. A la planta alta se llega por una escalera espaciosa y opulenta en cuya entrada es notable una portada de piedra con arcos trilobulados que, al igual que los de la planta alta, exhiben influencia mudéjar andaluza.
En el techo de la escalera del Palacio de Torre Tagle se observa el escudo de armas del Marqués, compuesto por tres cuarteles en los que se distingue a un caballero, una serpiente y una doncella, que simbolizan el mote: Tagle se llamó el que la sierpre mató y con la Infanta casó. La planta alta de esta casa familiar muestra elegantes galerías con zócalos de azulejos, barandal con balaustres de cocobolo y pisos de finos mosaicos.
Dispone de catorce habitaciones, comedor, cocina, una capilla pequeña, con un altar barroco dorado a fuego, adornada con espejos y elegantes salones, los decorativos e interesantes azulejos (que datan de 1735) muestran una mezcla de influencias españolas y morunas. Uno de los salones, llamado el Salón Principal, ostenta los retratos de la familia Torre Tagle, uno de ellos muestra a don José Bernardo de Tagle Bracho, el primer Marqués de Torre Tagle quien vino a ser, en conclusión, el arquitecto del palacio, de acuerdo con la inscripción del cuadro:

«El Señor don José Bernardo de Tagle y Bracho, primer Marqués de Torre-Tagle capitán de Caballos ligeros, lanzas españolas del fuerte de Purén, en las conquistas del reino de Chile. Gobernador de las expediciones de guerra del Mar del Sur. Pagador General Perpetuo del Presidio del Callao y su real armada, y fundador de los mayorazgos y patronatos de su Casa».

Otro de los cuadros muestra a su esposa (ella falleció en 1761). Uno de los mayores atractivos del palacio es su carruaje azul y rojo del siglo XVIII, que fue utilizado por el Marqués de Torre Tagle. El segundo patio fue usado para las caballerizas, servicios y cocheras, con carrozas de la época.